# Carlos Vela
Carlos Alberto Vela Garrido (* 1. März 1989 in Cancún) ist ein ehemaliger mexikanischer Fußballspieler, der zuletzt beim Los Angeles FC in der Major League Soccer unter Vertrag stand. Sein älterer Bruder Alejandro ist ebenfalls Profifußballer.

## Verein
Ende 2005 wechselte er von Deportivo Guadalajara zum FC Arsenal, wurde aber bereits im Februar 2006 für ein halbes Jahr an Celta Vigo verliehen. Grund dafür war, dass Arsenal nicht die zwingend erforderliche Arbeitserlaubnis für Vela bekommen hatte. Da Celta Vigo aber zu viele Ausländer verpflichtet hatte, kam er auch dort nicht zum Einsatz. Zur Saison 2006/07 wurde er dann an den Zweitligisten UD Salamanca verliehen, wo er in 31 Spielen acht Tore erzielte. Da auch nach dieser Saison noch keine Arbeitserlaubnis für den englischen Profifußball vorlag, wurde er erneut verliehen, diesmal an den CA Osasuna in der spanischen Primera División. Für Osasuna bestritt er in der Saison 2007/08 33 Spiele und erzielte drei Treffer. Am 22. Mai 2008 bekam Vela die benötigte Arbeitserlaubnis um für Arsenal spielen zu können. Er gehörte seit der Saison 2008/09 zum Profikader des FC Arsenal und bekam die Trikotnummer 12. Wegen der Verletzung von Robin van Persie kam Vela in der laufenden Saison zu einigen Einsätzen in der Liga und in der Champions League, bei denen er sich für die Startformation empfehlen konnte.
Für die Rückrunde der Saison 2010/11 wurde Vela an West Bromwich Albion, für die Saison 2011/12 an Real Sociedad ausgeliehen. Nach einer überzeugenden Saison in Spanien wurde er zur Saison 2012/13 fest verpflichtet. Am 30. März 2014 absolvierte Vela sein 100. La-Liga-Spiel für Real Sociedad.
Zur MLS-Saison 2018 wechselte Vela zum neugegründeten MLS-Franchise Los Angeles FC. Er erhielt einen ab dem 1. Januar 2018 gültigen Vertrag und wurde zum ersten Designated Player in der Geschichte des Franchise. In der Saison 2019 brach der Mexikaner mit seinen 34 Toren in der Regular Season den erst in der Vorsaison aufgestellten Rekord von Josef Martínez, welcher 31-mal getroffen hatte. Dies brachte ihm die Wahl zum MVP der Spielzeit ein.
Mit Ende des Jahres 2024 endete sein Vertrag beim Los Angeles FC. Im Sommer 2025 beendete er darauf seine aktive Karriere und wurde erster Klubrepräsentant seines vorherigen Arbeitgebers.

## Nationalmannschaft
Der Stürmer war 2005 Gewinner des „Goldenen Schuhs“ (5 Tore) bei der U-17-WM in Peru und hatte damit großen Anteil am Gewinn des Titels für Mexiko. Bei der U-20-WM 2007 in Kanada kam er mit Mexiko bis ins Viertelfinale. Er galt neben Giovani dos Santos und Chicharito, als größte Hoffnung auf zukünftige Erfolge der mexikanischen Nationalmannschaft.
Für die Weltmeisterschaft 2018 schaffte er den Sprung ins mexikanische Aufgebot. Im zweiten Gruppenspiel traf er zum Führungstreffer beim 2:1 gegen Südkorea vom Elfmeterpunkt.

## Erfolge und Auszeichnungen
Erfolge
- CONCACAF-Gold-Cupsieger: 2009, 2015
- Vierter Platz beim FIFA-Konföderationen-Pokal: 2017

Auszeichnungen
- Torschützenkönig der Major League Soccer: 2019 (34 Tore)
- MVP der Major League Soccer: 2019
- MLS Best XI: 2019, 2020, 2022
- Spieler des Monats der Primera División (2): Dezember 2013 und November 2014